# Урус-Мартановский джамаат
Уру́с-Марта́новский джамаа́т (чечен. Хьалха-Мартан джамаӀат) — крупнейшая религиозно-военнизированная группировка чеченских салафитов, сформировавшаяся на основе отряда военного командира Рамзана Ахмадова в Урус-Мартане в 1996 году. Группировка выступала за создание в Чечне независимого исламского государства и введение шариатских правил. Во время  Второй чеченской войны Урус-Мартановский джамаат называли сильнейшей военной силой в Чечне.

## Становление и деятельность
Группировка сформировалась на основе отряда полевого командира Рамзана Ахмадова в конце Первой Чеченской войны — в  1996 году.
В 1997 году Урус-Мартановский джамаат включился в процесс исламизации Ичкерии, выполняя функцию противника светского характера политики властей республики. Группировку обвиняли в покушении на президента Аслана Масхадова и похищении генерала Геннадия Шпигуна.
В 1998 году Урус-Мартановский джамаат предоставил убежище дагестанским салафитам. В том же году его руководители Рамзан и Ризван Ахмадовы были включены в состав Высшего военного маджлисуль шуры объединённых сил моджахедов Кавказа.
Урус-Мартан был превращён в столицу ваххабизма Ичкерии.
В городе удерживались захваченные заложники. Сами боевики утверждали, что «к похищениям подвергаются только враги ислама».
Во время Второй чеченской войны Урус-Мартановский джамаат был включён в состав Исламской бригады (ИБ), которую возглавил Рамзан Ахмадов.

## Амиры и руководители
| Амиры Урус-Мартановского джамаата |                      |                                       |                  |
| Имя и фамилия                     | Уроженец города/села | Должность                             | Годы руководства |
| Рамзан Ахмадов                    | Урус-Мартан          | Амир Урус-Мартановского джамаата      | 1996—2001        |
| Хута Ахмадов                      | Урус-Мартан          | Член шуры Урус-Мартановского джамаата | 1996—1999        |
| Магомед Цагараев                  | Урус-Мартан          | Наиб Урус-Мартановского джамаата      | 1996—2001        |
| Ризван Ахмадов                    | Урус-Мартан          | Наиб Урус-Мартановского джамаата      | 1996—2001        |
| Зелимхан Ахмадов                  | Урус-Мартан          | Командир Урус-Мартановского джамаата  | 1996—2001        |
| Халид Седаев                      | Урус-Мартан          | Командир Урус-Мартановского джамаата  | 1996—2001        |
| Ризван Вараев                     | Урус-Мартан          | Член шуры Урус-Мартановского джамаата | 1996—2001        |
| Апти Абитаев                      | Урус-Мартан          | Член шуры Урус-Мартановского джамаата | 1996—2001        |
| Солсбек Шадукаев                  | Танги-Чу             | Амир Урус-Мартановского джамаата      | В 2001           |
| Аслан Дукузов                     | Урус-Мартан          | Амир Урус-Мартановского джамаата      | 2001—2002        |
| Иса Гельхаев                      | Рошни-Чу             | Амир Урус-Мартановского джамаата      | В 2003           |
| Таус Удаев                        | Урус-Мартан          | Амир Урус-Мартановского джамаата      | В 2004           |
| Муса Гельхаев                     | Рошни-Чу             | Амир Урус-Мартановского джамаата      | В 2004           |
| Руслан Вахаев                     | Урус-Мартан          | Амир Урус-Мартановского джамаата      | В 2005           |
| Тимур Дааев                       | Урус-Мартан          | Амир Урус-Мартановского джамаата      | В 2006           |